# Bertram Macdonald
Bertram Hector „Bert“ Macdonald (* 25. Mai 1902 in Kings Norton, Birmingham; † 28. Dezember 1965 in Wellesbourne, Warwickshire) war ein britischer Mittel- und Langstreckenläufer.

## Leben
Bei den Olympischen Spielen 1924 in Paris kam Bertram „Bert“ Macdonald beim Mannschaftsrennen über 3000 m auf den dritten Platz und gewann mit dem britischen Team Silber. 
1925 wurde Bert Macdonald englischer Meister im Meilenlauf.

## Persönliche Bestzeiten
- 1500 m: 4:01,2 min, 9. Juni 1923, Paris
- 1 Meile: 4:18,0 min, 18. Juli 1925, London